# Vlase (Leskovac)
Pour les articles homonymes, voir Vlase.
Vlase (en serbe cyrillique : Власе) est un village de Serbie situé sur le territoire de la Ville de Leskovac, district de Jablanica. Au recensement de 2011, il comptait 502 habitants.
À Vlase, quatre ruisseaux se rejoignent pour former la rivière Veternica.

## Démographie
| 1948 | 1953 | 1961 | 1971 | 1981 | 1991 | 2002 | 2011 |
| ---- | ---- | ---- | ---- | ---- | ---- | ---- | ---- |
| 575  | 630  | 682  | 673  | 686  | 642  | 584  | 502  |

|  |